# Rybnica (Stara Kamienica)

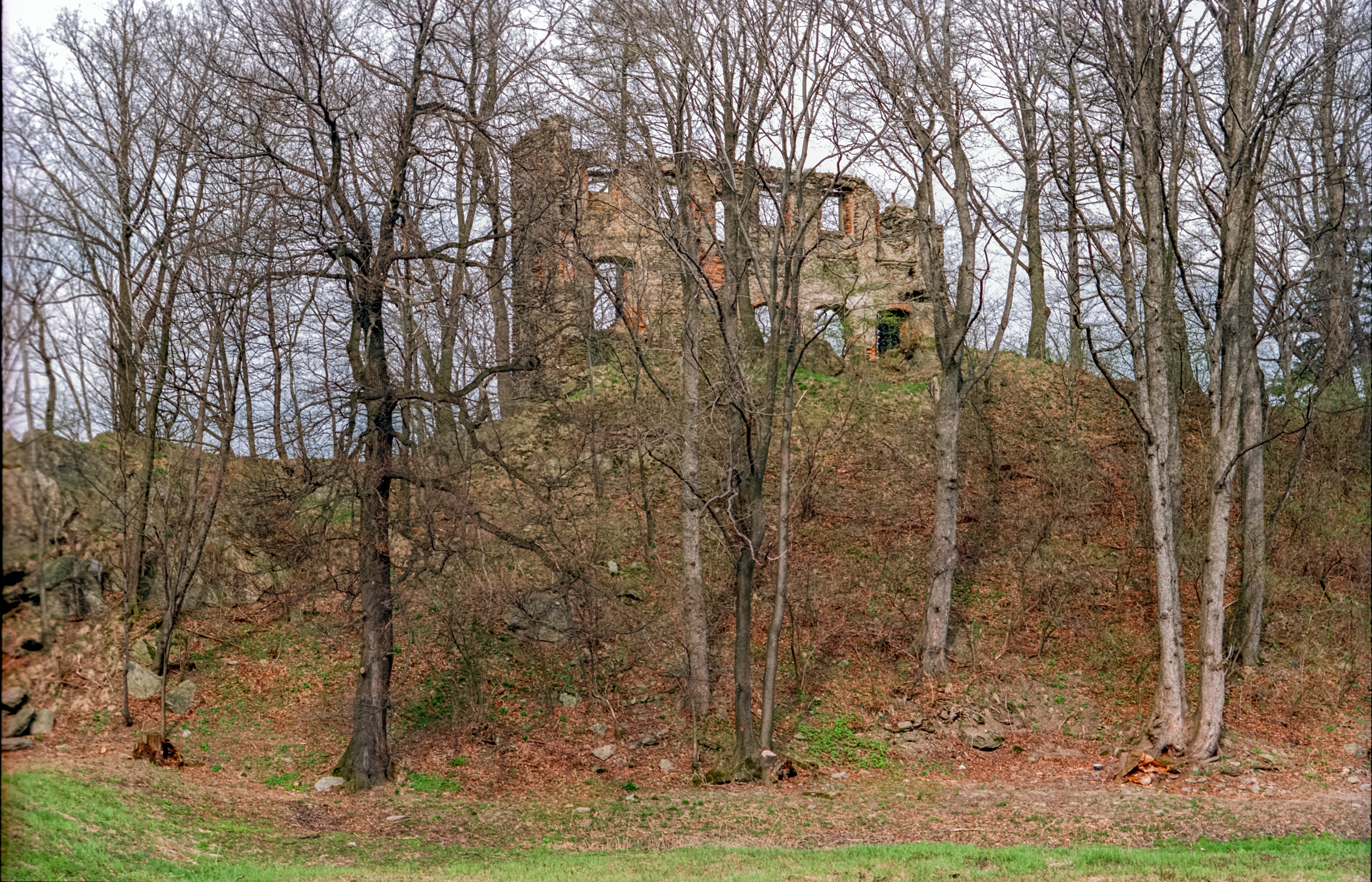
Burgruine Reibnitz

Rybnica (deutsch Reibnitz) ist ein Ort in der Gemeinde Stara Kamienica im Powiat Karkonoski der Woiwodschaft Niederschlesien in Polen.
Hier befindet sich eine Burgruine aus dem 13. Jahrhundert mit einer noch stehenden Außenmauer aus dem 16. Jahrhundert, die im 19. Jahrhundert verfiel. Im Mittelalter war die Familie von Reibnitz mit der Burg belehnt. In alten Chroniken soll sie unter dem Namen Laudis Palatium erwähnt worden sein, woraus im Volksmund „Burg Läusepelz“ gemacht hat.